# Numana
Numana és una ciutat d'Itàlia a la regió de les Marques, província d'Ancona, amb uns 4.000 habitants. El comú té una superfície de 10,74 km².

## Història
Numana (llatí Numana, grec Noumana) fou una ciutat del Picè a la costa, a uns 12 km al sud d'Ancona al promontori anomenat Mons Cumerus.
Se suposa que fou una colònia dels siracusans establerta en temps de Dionís el vell de Siracusa. Va passar a Roma vers el 269 aC. No apareix a la història i només és esmentada per Silus Italicus entre les ciutats de Picè durant la Segona Guerra Púnica, en què fou fidel a Roma. Per les inscripcions se sap que fou municipi (categoria que segurament va assolir el 90 aC) i estava associada a Aesis i Auximum. August va enviar colònies de veterans a la regió i va esclatar una revolta dirigida per Lucius Antonius i August va haver de sotmetre la regió del Picè.
Al segle iv fou seu d'un bisbe. El 558 fou destruïda parcialment per un terratrèmol. Va quedar dins al territori romà d'Orient (Exarcat de Ravenna, districte de Pentàpolis). Conquerida pels longobards i seriosament destruïda, va passar després (774) als francs i cedida a l'església.
En aquesta època el seu nom apareix com Umana o Humana.
Al segle xiii va participar en les lluites entre Ancona, Osimo, Castelfidardo i Recanati, aliada a uns o altres. El 1298 fou altre cop destruïda per un terratrèmol.
El segle xiv fou saquejada tres vegades: la primera per les tropes del Papa, contra el que s'havia revoltat l'any anterior però al que després s'havia sotmès, com a càstig per la revolta. La segona pel cardenal Albornoz, sota direcció del capità mercenari Fra Morreale. I la tercera per Migliajo, al servei del vicari pontifici de les Marques, en càstig per l'endarreriment en el pagament del tribut.
Durant aquest segle i el següent va estar contínuament enfrontada amb Sirolo, pels límits, per la sal, per un crucifix i per altre coses poc importants. Prop del 1500 era una ciutat mig en ruïnes i al segle següent el bisbat d'Ancona va incorporar el bisbat d'Umana al seu propi bisbat i va començar a usar el títol de compte de Numana i el de bisbe d'Ancona i Numana.
La recuperació va començar al segle xviii. El 1778 es va construir un palau episcopal quan ja la població començava a reviscolar, i es recuperava l'agricultura, la pesca i el tràfic marítim; però tenia encara només uns 300 habitants.
Va seguir la història d'Ancona durant el període napoleònic i el 1815 va quedar dins els Estats Pontificis com a part del comú de Sirolo, però constituït altre cop en comú separat el 1817.
El 1860 va quedar unida al Regne de Sardenya, després Regne d'Itàlia. Durant tot el segle xix hi va haver una forta emigració a l'Argentina.
El 1928 fou altre cop unida a Sirolo però amb el nom de Numana i el 1947 es va produir la separació.